# Harold J. Stone
Harold J. Stone (ur. 3 marca 1913 w Nowym Jorku, zm. 18 listopada 2005 w Los Angeles) – amerykański aktor filmowy i telewizyjny.

## Filmografia
seriale
- 1950: Armstrong Circle Theatre jako George Radu
- 1956: Zane Grey Theater
- 1959: Bonanza jako Chad
- 1977: Lou Grant jako Fred Gruber
- 1984: Autostrada do nieba jako Harvey Milsap

film
- 1946: Błękitna dalia
- 1956: Niewłaściwy człowiek jako porucznik Bowers
- 1963: X – człowiek, który widział więcej jako dr Sam Brant
- 1962: Raport Chapmana jako Frank Garnell
- 1969: Gang Olsena w potrzasku jako Serafimo Motzarella
- 1975: Mitchell jako Tony Gallano
- 1980: Hardly Working jako Frank Loucazi

## Nagrody i nominacje
Za rolę Franka Garnella w filmie Raport Chapmana został nominowany do nagrody Złotego Globu.